# Johann Albrecht (Mecklenburg)

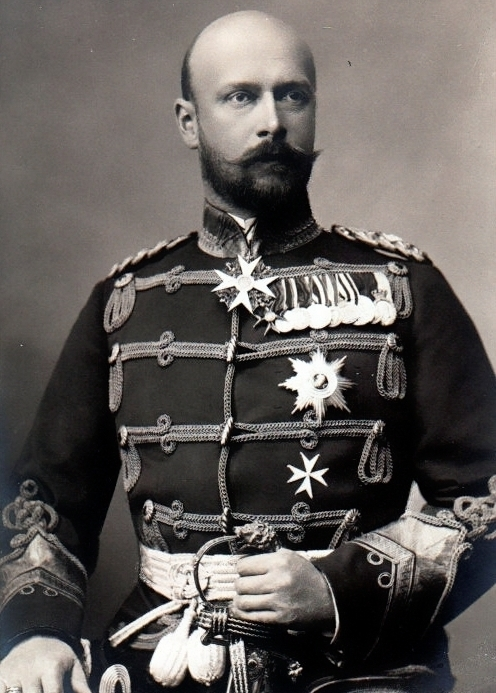
Herzog Johann Albrecht zu Mecklenburg-Schwerin

Johann Albrecht, Herzog zu Mecklenburg [-Schwerin] (* 8. Dezember 1857 in Schwerin; † 16. Februar 1920 in Wiligrad bei Schwerin; vollständiger Name: Johann Albrecht Ernst Konstantin Friedrich Heinrich) war vom 11. April 1897 bis zum 9. April 1901 Regent im Landesteil Mecklenburg-Schwerin, von 1907 bis 1913 Regent des Herzogtums Braunschweig und deutscher Kolonialpolitiker.

## Lebensweg

### Leben und Ausbildung

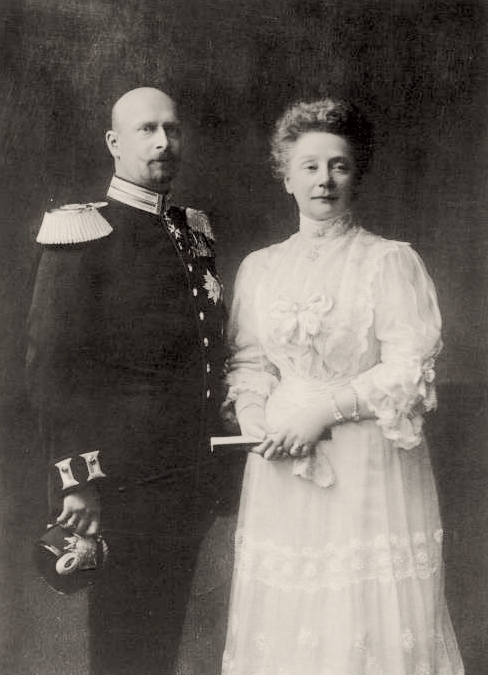
Herzog Johann Albrecht zu Mecklenburg und Prinzessin Elisabeth von Sachsen-Weimar-Eisenach, Herzogin zu Mecklenburg im Jahr 1907

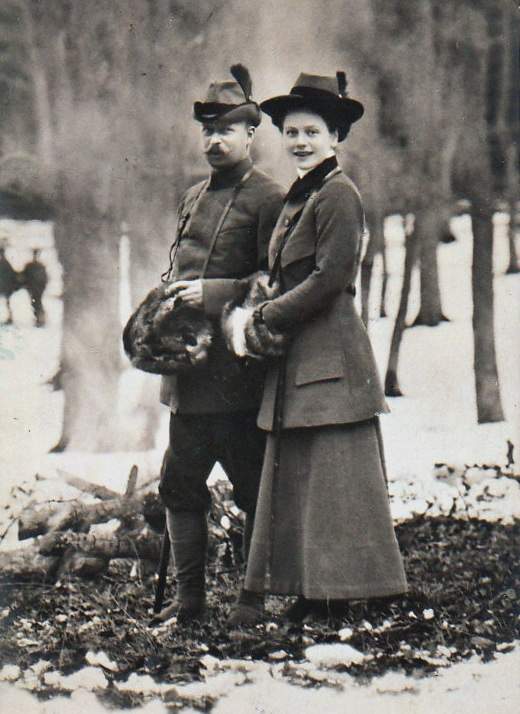
Herzog Johann Albrecht zu Mecklenburg und Prinzessin Elisabeth zu Stolberg-Roßla, Herzogin zu Mecklenburg

Johann Albrecht wurde 1857 als fünftes Kind des Großherzogs Friedrich Franz II. (1823–1883) und dessen erster Frau, Auguste Reuß zu Schleiz-Köstritz (1822–1862), Tochter des Fürsten Heinrich LXIII. Reuß zu Schleiz-Köstritz, in Schwerin geboren. Er war ein Halbbruder des Afrikareisenden und letzten Gouverneurs von Togo Herzog Adolf Friedrich zu Mecklenburg, der später eine Karriere als Sportfunktionär machte.
Wie seine älteren Brüder besuchte auch der junge Johann Albrecht nach der häuslichen Erziehung und Unterrichtung ab 1872 das öffentliche Vitzthumsche Gymnasium in Dresden, welches aus der Blochmannschen Erziehungsanstalt hervorgegangen war.
Johann Albrecht studierte nach seiner schulischen Ausbildung einige Semester Jura und Philosophie in Bonn und Dresden. Während seiner Studienzeit wurde er Mitglied der Studentenverbindung Corps Borussia Bonn und 1880 rezipiert.
Nach dem Tod seines Bruders, des Großherzoges Friedrich Franz III., übernahm Johann Albrecht am 11. April 1897 die Regierungsgeschäfte für seinen noch nicht volljährigen Neffen, Großherzog Friedrich Franz IV. von Mecklenburg-Schwerin, und führte diese bis zu dessen 19. Geburtstag am 9. April 1901.
Nach dem Ende der Monarchie und der Abdankung seines Neffen am 14. November 1918 zog sich Johann Albrecht zu Mecklenburg auf sein Anwesen in Wiligrad zurück. Im Dezember des Jahres 1919 erlitt der Herzog einen Schlaganfall, infolge dessen er seine Aktivitäten einschränken musste.
Mit nur 62 Jahren verstarb er am Nachmittag des 16. Februar 1920 auf dem in seinem Auftrag errichteten Schloss Wiligrad bei Lübstorf an einem Herzschlag. Er wurde im Doberaner Münster beigesetzt.

### Heirat
Herzog Johann Albrecht war seit dem 6. November 1886 mit der Prinzessin Elisabeth von Sachsen-Weimar-Eisenach (1854–1908) vermählt, die am 10. Juli 1908 nach schwerer Krankheit auf Schloss Wiligrad verstarb und am 15. Juli 1908 im Doberaner Münster beigesetzt wurde.
Am 15. Dezember 1909 vermählte er sich erneut, mit der achtundzwanzig Jahre jüngeren Prinzessin Elisabeth zu Stolberg-Roßla (1885–1969) im Dom zu Braunschweig.
Beide Ehen blieben kinderlos.

### Militärdienst
Gute Beziehungen zum Militär waren unverzichtbar. Großherzog Friedrich Franz II. war sich dessen stets bewusst, daher ließ er seine Söhne frühzeitig einer mecklenburgischen Militäreinheit zuteilen. Seinen drittältesten Sohn Johann Albrecht ließ er dem mecklenburgischen Jäger-Bataillon à la suite stellen.
Nach seinem Studium trat er 1881 als Leutnant in das Königlich Preußische Leib-Garde-Husaren-Regiment ein. Er führte ab 1886 eine Eskadron und wurde zum Major befördert. 1895 beendete Johann Albrecht seine aktive Militärkarriere. Daraufhin wurde er dem Leib-Garde-Husaren-Regiment im Rang eines Oberstleutnants à la suite gestellt und in den folgenden Jahren bis zum General der Kavallerie befördert.
Am 9. April 1901 wurde Generalleutnant Johann Albrecht zu Mecklenburg zum Chef des Großherzoglich Mecklenburgischen Jäger-Bataillons Nr. 14 ernannt und in den darauffolgenden Jahren bis zum General der Infanterie befördert.
Als „Herzog-Regent“ übernahm er 1908 das Ehrenpräsidium des Niedersächsischen Vereins für Luftschiffahrt in Göttingen.
Der Kaiserlichen Schutztruppe in Ostafrika wurde er im Jahr 1914 à la suite gestellt.

## Politisches Wirken

### Kolonialpolitik

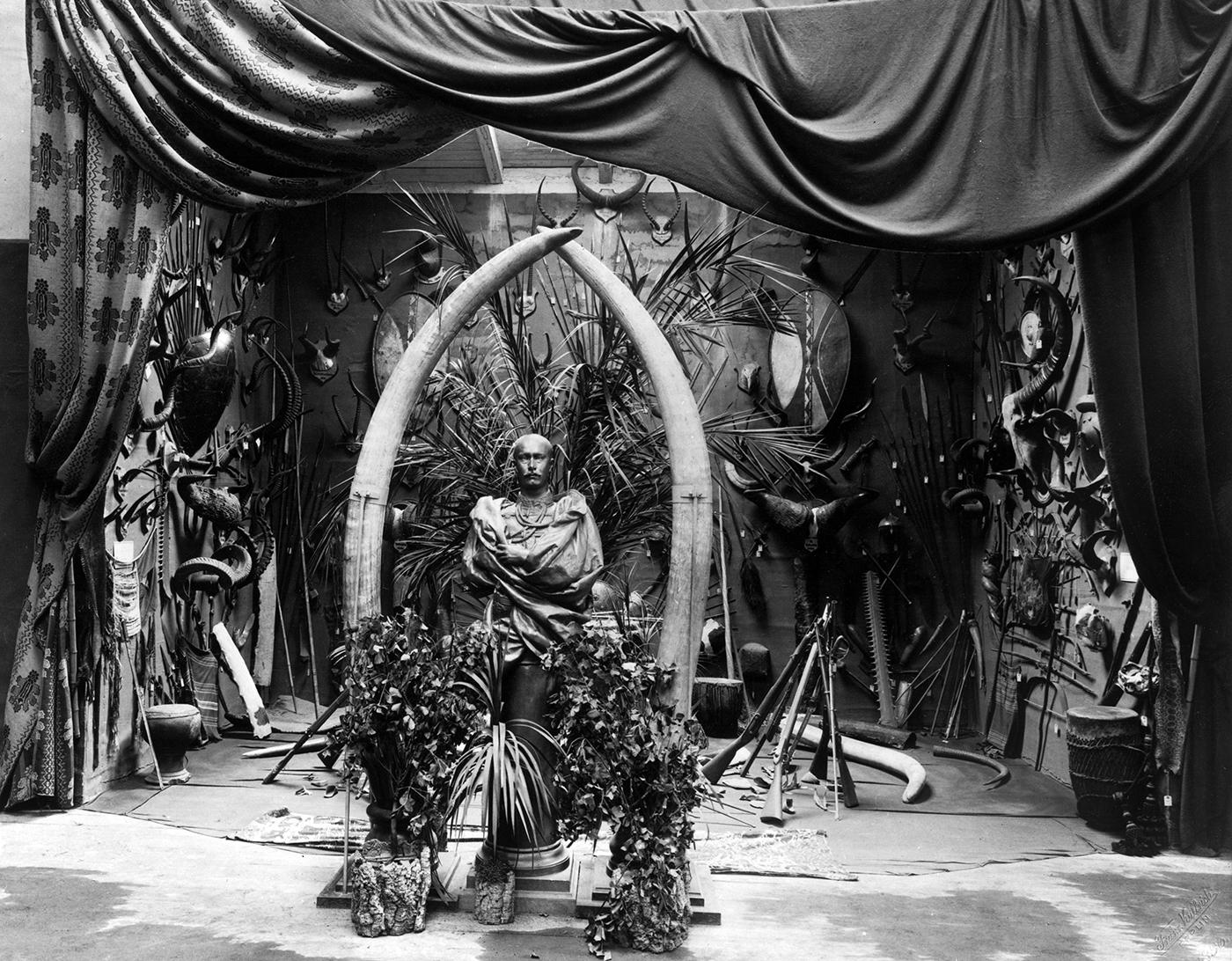
Büste Johann Albrechts (von Hugo Berwald) inmitten von Objekten der Kolonialausstellung 1896

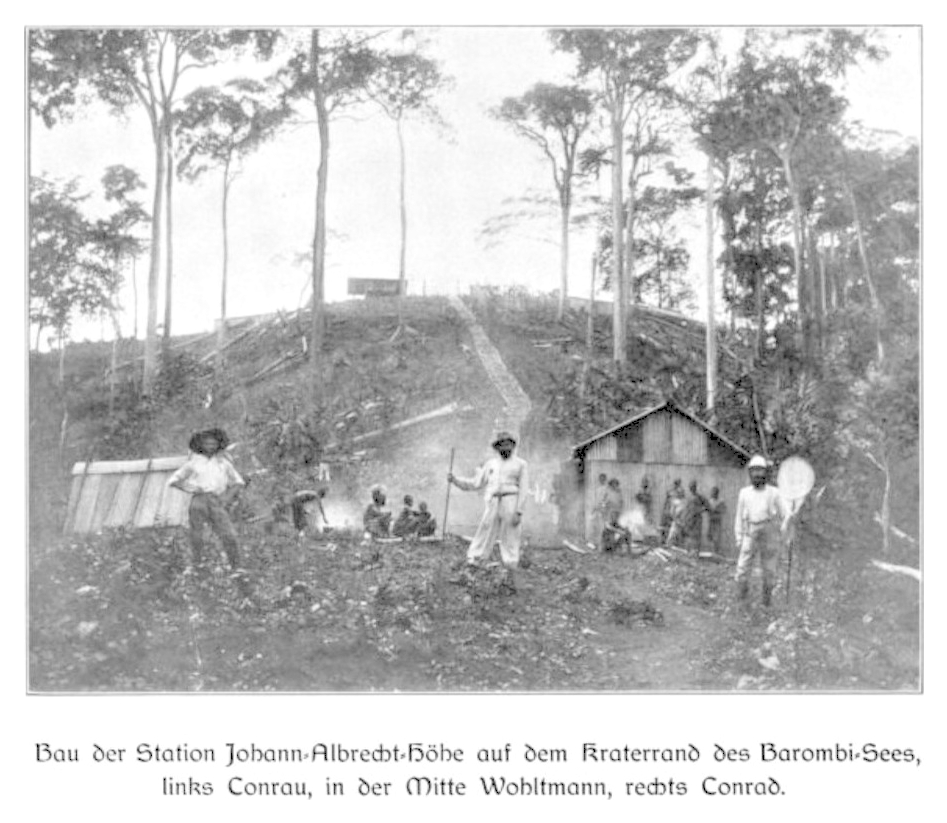
Bau der Station Johann-Albrechtshöhe in Kamerun, um 1904

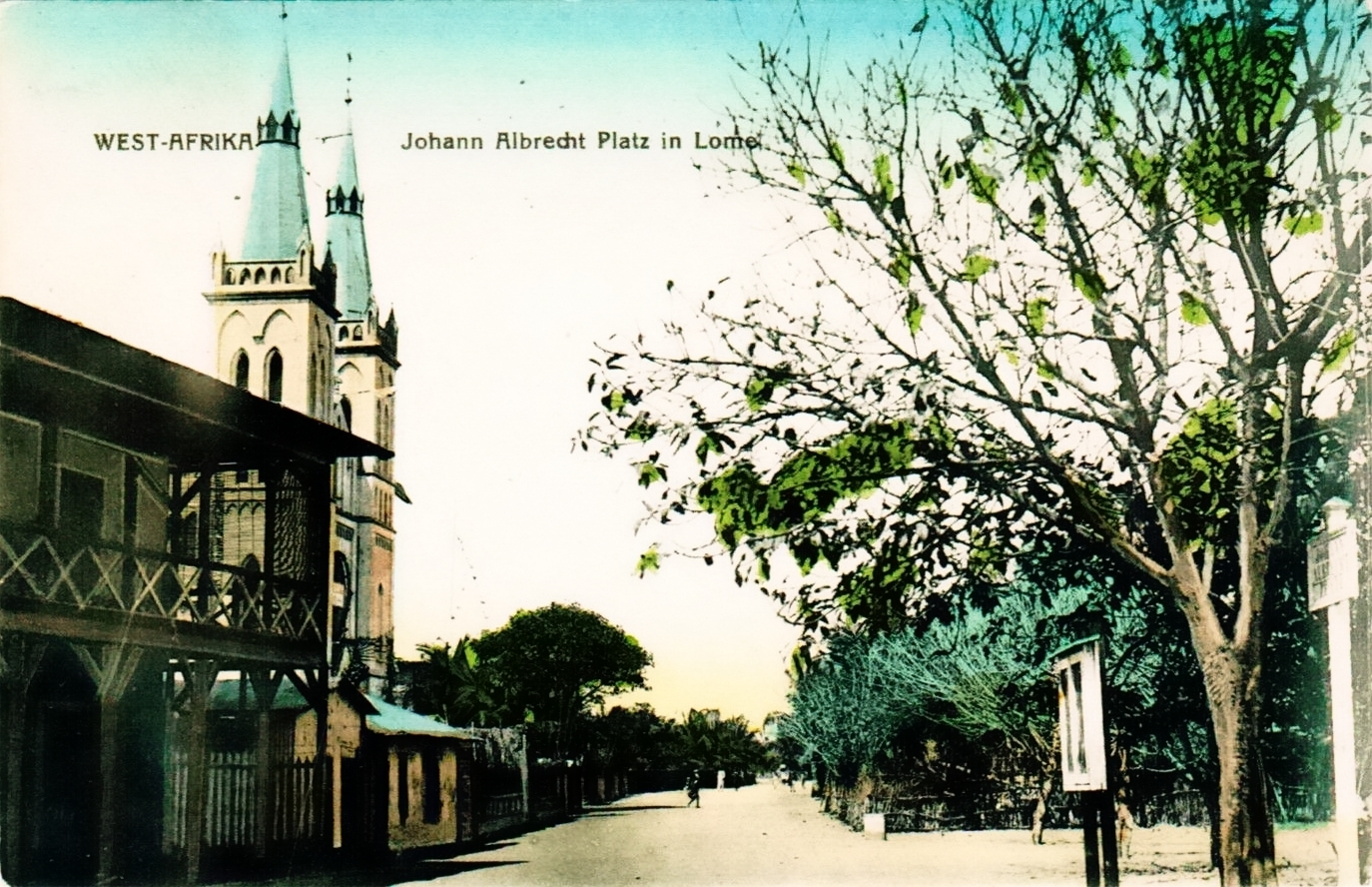
Johann-Albrecht-Platz in der Hauptstadt Lome in Togo, um 1905

Seinem starken Interesse an der deutschen Kolonialpolitik folgend, trat er 1882 aus dem aktiven Militärdienst aus und engagierte sich in der Deutschen Kolonialgesellschaft. Er unternahm noch in jungen Jahren mehrere ausgedehnte Reisen nach Afrika und Asien. Am 15. Januar 1895 wurde der Herzog einstimmig zum Präsidenten der Deutschen Kolonialgesellschaft gewählt, deren Geschäfte er mit großem Engagement führte. Er betrieb eine elitäre Vereinspolitik, die interne Kritiker wie Carl Peters isolierte. Seine Führung wurde als militärisch straff bezeichnet.
Johann Albrecht zeichnete auch für die Initiative zur Beseitigung des Frauenmangels in Deutsch-Südwestafrika verantwortlich, indem er für deutsche Siedler um Bräute in der Heimat werben ließ. Während der Kolonialkriege in Deutsch-Ostafrika und Deutsch-Südwestafrika sorgte er sich um das „wahre“ Bild der deutschen Kolonialsoldaten in der Öffentlichkeit. Hieraus folgten propagandistische Aktionen, die dieses positiv beeinflussen sollten. Er fungierte als Schirmherr der Ersten Deutschen Kolonial-Ausstellung vom 1. Mai bis zum 15. Oktober 1896, die innerhalb der Berliner Gewerbeausstellung im Treptower Park veranstaltet wurde, und der Deutschen Armee-, Marine- und Kolonial-Ausstellung in Berlin-Schöneberg vom 15. Mai bis 15. September 1907.
In einer Sitzung des Kolonialrats am 28. Oktober 1895 zeigte er sich als Vorsitzender der Deutschen Kolonialgesellschaft offen für den von dem Strafrechtler Professor Friedrich Bruck eingebrachten „Beitrag zur Lösung der sozialen Frage“ und dem darin geäußerten Vorschlag zur Deportation von Strafgefangenen in die deutschen Afrika-Kolonialgebiete.
Die deutschen Kolonial-Kongresse der Jahre 1902, 1905 und 1910 fanden unter seinem Präsidium statt. Auf diesen sollte der Kolonialgedanke mittels geografischer, ethnografischer, tropenmedizinischer und kolonialrechtlicher Erörterungen durch die „Kolonialwissenschaften“ vertieft werden. Besonders die Auswanderung von deutschen Siedlern in die Kolonien, aber auch nach Lateinamerika waren für Johann Albrecht zentrale Themen. Bis zur Aufhebung des Kolonialrats 1908 war er dessen Mitglied, ebenso wie des Kolonialwirtschaftlichen Komitees, beides Beratungsorgane der Reichsregierung. Er gehörte zu den Propagandisten eines größeren deutschen Kolonialreichs und trat nach dem Kriegsausbruch 1914 für ein geschlossenes deutsches Territorium in Mittelafrika ein, das fast die gesamten subsaharischen Kolonien von Frankreich, Belgien, Portugal und Großbritannien umfassen sollte.
Außerdem bekleidete er seit 1900 die Stellung des Vorsitzenden des Auskunftsbeirats der Zentralauskunftsstelle für Auswanderer. Er war Protektor des Hauptverbands der deutschen Flottenvereine im Ausland und führte seit 1898 den Vorsitz in der Wohlfahrtslotterie. Als Membre Effectif des Institut Colonial International präsidierte er den Verhandlungen 1897 in Berlin und 1904 in Wiesbaden. Er hatte zudem die Schirmherrschaft über die Deutsche Kolonialschule in Witzenhausen an der Werra sowie seit 1909 die Schutzherrschaft für den Kolonialkriegerdank inne, den Verein zur Unterstützung ehemaliger Kolonialkrieger der Armee, Marine und der Schutz- und Polizeitruppen.

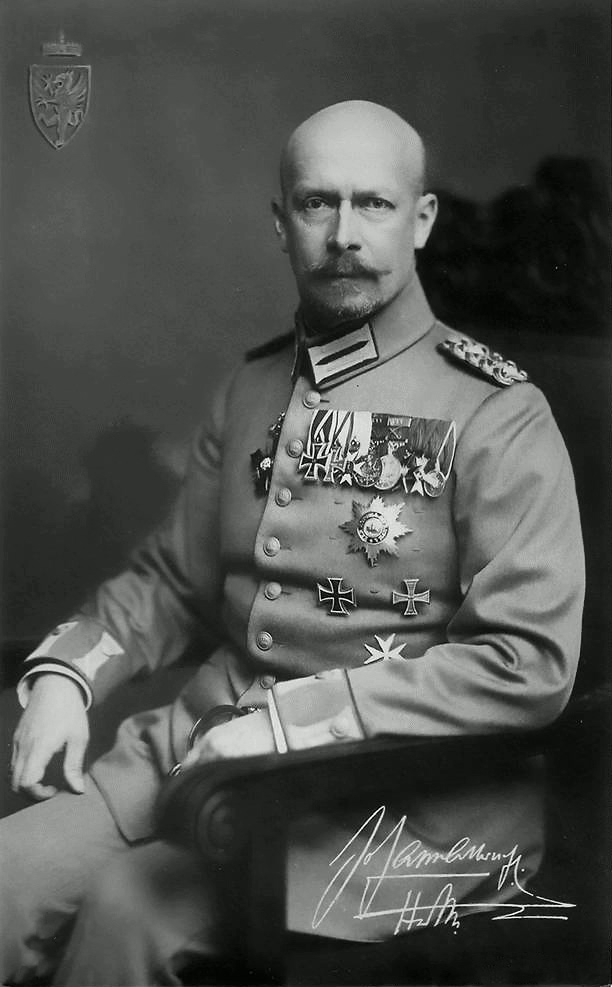
Herzog Johann Albrecht zu Mecklenburg, Regent zu Braunschweig

Während seiner Präsidentschaft in der Deutschen Kolonialgesellschaft (D.K.G.) stieg die Mitgliederzahl von 16.514 Mitgliedern im Jahr 1894 auf rund 42.000 im Jahre 1912.
Nach Herzog Johann Albrecht wurden folgende Örtlichkeiten in den deutschen Kolonialgebieten benannt:
- Die Johann-Albrechts-Höhe war eine Regierungsstation in Kamerun am Südostufer des Elefantensees. Sie wurde 1895 anstelle der aufgegebenen Barombistation errichtet.[16][17]
- Eine Station an der Bahnstrecke Swakopmund–Windhoek in der Nähe von Karibib (Namibia) wurde Johann-Albrechtshöhe genannt.[18]
- Der Johann-Albrecht-Platz in Lomé (Togo).[19][20]
- In Windhoek (Namibia) ist eine kleine Straße zwischen Brahmsstraße und Verdistraße im Polytechnic-Viertel nach ihm benannt.
- Der nach dem Herzog Johann Albrecht zu Mecklenburg benannte Naturhafen befand sich im Hauptkrater der Vulkaninsel Garove (Deslacs).[21] Er hat eine Tiefe von bis zu 146 Meter. Die Insel gehörte von 1899 bis 1914 zur Kolonie Deutsch-Neuguinea.

In einem Nachruf vom 23. Februar 1920 bekräftigte der Reichsminister für Wiederaufbau Otto Geßler, dass sich Herzog Johann Albrecht bis zuletzt von der Notwendigkeit und Zukunft der Kolonien überzeugt gezeigt habe, was allerdings zu diesem Zeitpunkt nicht mehr den gegebenen Realitäten entsprach.

### Politik bis 1914
Nach dem Tod seines Bruders, des Großherzogs Friedrich Franz III., übernahm Johann Albrecht am 11. April 1897 die Regierungsgeschäfte im Großherzogtum Mecklenburg-Schwerin und führte diese bis zum 9. April 1901.
In dieser Zeit zeigte er sich für wichtige Entscheidungen und Anordnungen verantwortlich:
- Staatsvertrag zwischen Mecklenburg-Schwerin und Dänemark über die Einrichtung der Eisenbahnfährverbindung Trajekt Warnemünde–Gedser.
- Einrichtung des Bergamtes Hagenow zur Beaufsichtigung des Salzbergbaues, Einführung der mecklenburgischen Bergbauordnung.[24]
- Verordnung Invaliden-Versicherungsgesetz vom 13. Juli 1899.[25]
- Einrichtung der Bauernhochschulen, im Zuge der Verordnung zum Grundbesitz auf dem Lande.
- Einführung des Schulfaches der mecklenburgischen Geschichte an den Schulen des Landes.[26]
- Anordnung der Restaurierung zahlreicher Kirchengebäude.
- Verpflichtung der Gemeinden zum Führen einer Pfarrchronik.

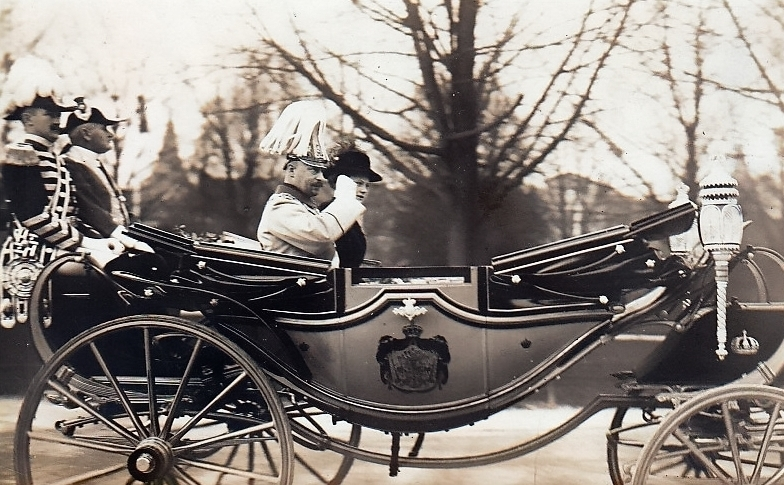
Verabschiedung von Herzog Johann Albrecht als Regent, Braunschweig November 1913

 In seiner Eigenschaft als Regent des Landes nahm er an zahlreichen Festivitäten teil, unter anderem an der Einweihung der Eisenbahnstrecke Schwerin–Gadebusch–Rehna.
Den Kriegervereinen und den mecklenburgischen Militäreinheiten war der Herzog stets verbunden. So stiftete er eine Krieger-Vereins-Medaille. Der Herzog zeigte sich auch für die Verleihung der hellgrünen Aufschläge der Freiwilligen Jäger von 1813/15 mit Silberstickereien verantwortlich, die dem mecklenburgischen Jägerbataillon am 2. Dezember 1899 in Colmar verliehen wurden.

Nach dem Tode Prinz Albrechts von Preußen am 13. September 1906 wurde der Herzog am 28. Mai 1907 von der Braunschweiger Landesversammlung zum Regenten des Herzogtums Braunschweig gewählt. Am 5. Juni 1907 übernahm Herzog Johann Albrecht zu Mecklenburg nach Abstimmung mit Reichskanzler Bernhard von Bülow und Kaiser Wilhelm II. die Regentschaft, die bis zum 1. November 1913 andauerte. An diesem Tag übergab der Herzog die Regierungsgeschäfte an den neuen Regenten des Herzogtums Braunschweig, Herzog Ernst August von Braunschweig-Lüneburg. Als Dank für seine Dienste erhielt der Herzog Abschiedsgeschenke, zum einen eine kostbare aus Silber gefertigte Replik des Altstadtmarktbrunnens, zum anderen einen Bronzeguss des Braunschweiger Löwens. Dieser wurde später auf einem über 5 Meter hohen pyramidalen Sockel vor dem Schloss Wiligrad aufgestellt.

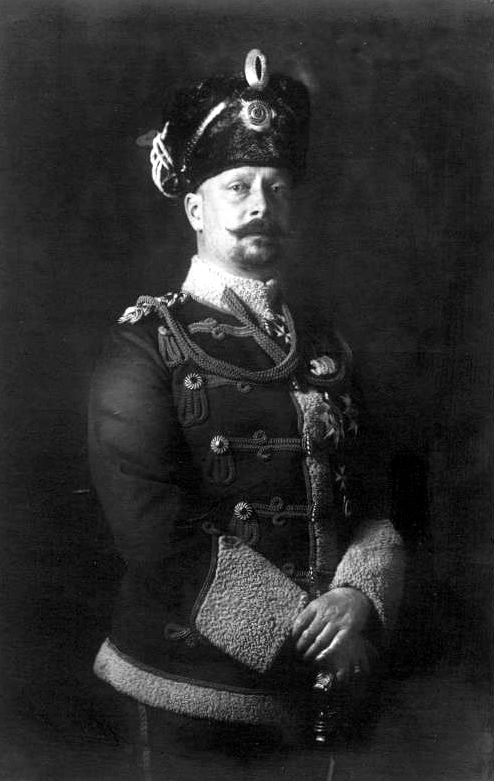
Herzog Johann Albrecht in der Uniform des Preußischen Leib-Garde-Husaren-Regiments

Herzog Johann Albrecht zeichnete auch für die Einrichtung verschiedener Stiftungen verantwortlich, so für die Unterstützungskasse zu Wiligrad, die Koloniale Vermählungsstiftung zu Wiligrad zur Förderung kolonialer Zwecke, die Vorwerg’sche Jugendstiftung zu Wiligrad und die Stiftung zum Besten des Offizierkorps des Großherzoglich Mecklenburgischen Jäger-Bataillons Nr. 14.

### Erster Weltkrieg
Johann Albrecht vermittelte 1915 den Vertrag mit Bulgarien, in dem sich das Land zum Kriegseintritt an der Seite der Mittelmächte verpflichtete. Die vorhergehenden Verhandlungen führte der Herzog unter anderem mit dem bulgarischen König Ferdinand I. auf Schloss Wiligrad.
Während des Weltkrieges forderte Johann Albrecht die Annexion Polens und Belgiens und die Vertreibung der einheimischen Bevölkerung, die er als „fremdrassige, degenerierte Wallonenvölker“ betrachtete. Nach seinem Willen sollten die Gebiete von deutschen Siedlern besiedelt werden.

Im Sommer 1917 wurde er Ehrenvorsitzender der Deutschen Vaterlandspartei. Den Vorsitz hatten Alfred von Tirpitz und Wolfgang Kapp inne, letzterer führte im März 1920 den Kapp-Putsch an. Bemerkenswert war die Rede des Ehrenvorsitzenden auf der ersten öffentlichen Versammlung vom 24. September 1917 in der Philharmonie Berlin, an der auch der Mitbegründer der Partei Großadmiral Alfred von Tirpitz teilnahm. Die nationalistische Rede war gleichzeitig vom Realismus geprägt. So war ihm bewusst, welche Not in der Bevölkerung und an der Front herrschte. Er benannte die Missstände ohne Umschweife, was einen Kontrast zu dem martialischen Beschwören des deutschen Heldentums und des Siegeswillens darstellte. Das Schlusswort seiner Rede bestätigte nochmals den nationalistischen Charakter derselben:

„Sammelt euch um uns, seid einig und stark, wert unserer Helden an der Front! Heil Deutschland.“

Im weiteren Verlauf beteiligte sich der Herzog intensiv an der Parteiarbeit, wie der erhaltene parteiinterne Schriftverkehr aufzeigt. Herzog Johann Albrecht wurde zudem im Oktober 1917 von Wolfgang Kapp kontaktiert, um den möglichen Ankauf der „Münchner Neuesten Nachrichten“ und deren Nutzung als Zentralorgan der Vaterlandspartei zu beraten.
In zehn Heften Deutsche Kriegsklänge stellte Johann Albrecht Kriegsgedichte zusammen, die zuvor in der Tagespresse erschienen waren.
Auch im Verlauf des Ersten Weltkrieges trat Herzog Johann Albrecht für expansive koloniale Eroberungen und deren rücksichtslose Umsetzung ein.

## Reisen

### Ausland

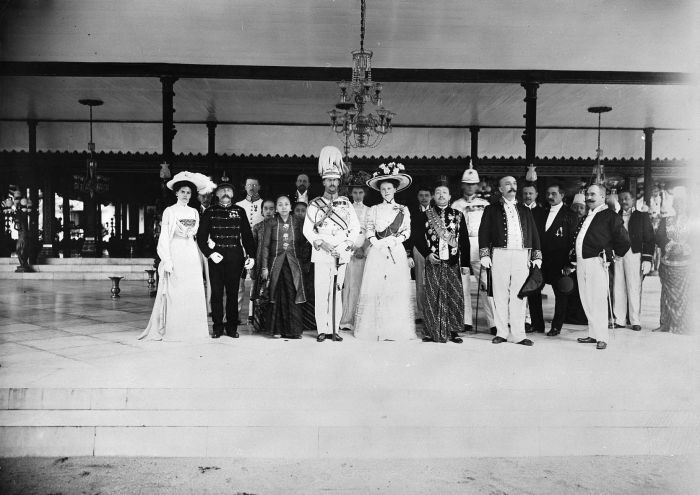
1910/11 am Hof des Susuhunan Pakubuwono X auf Java, Indonesien

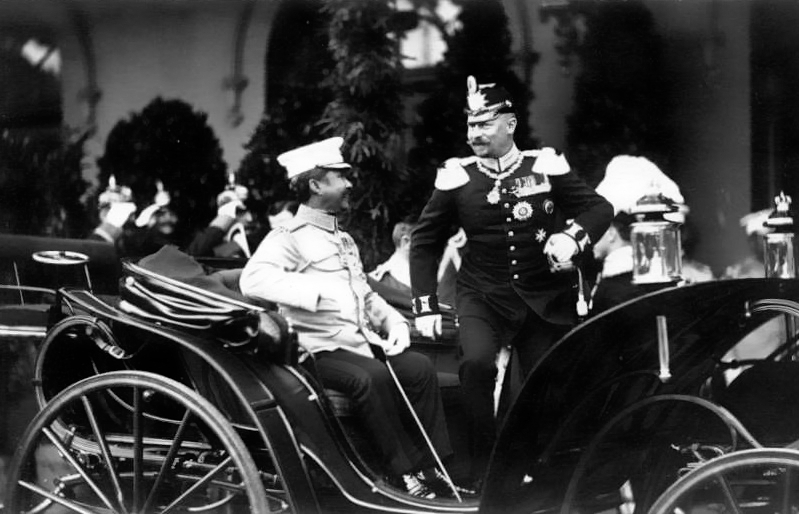
Thailands König Chulalongkorn Besuch in Bad Harzburg im August 1907

Bereits im Jugendalter reiste der Herzog durch Europa, seine Ziele waren die Schweiz und Frankreich.
Während der Studienzeit in Bonn besuchte er Spanien und Portugal, alles unter seinem Pseudonym Dr. Stein, um unerkannt reisen zu können.
Italien war im Jahr 1879 Ziel einer mehrmonatigen Reise. Dort besuchte der Herzog zahlreiche kunsthistorisch interessante Örtlichkeiten. Die Bewunderung für italienische Architektur ist noch heute am Schloss Wiligrad sichtbar.
Die erste große Weltreise begann er Anfang November 1882. Über Konstantinopel und Ägypten führte die Reise ihn bis nach Indien. In Indien waren Bombay und der Himalaya wichtige Ziele seines Besuches. Dort erreichte ihn auch die Nachricht des Todes seines Vaters Großherzog Friedrich Franz II. Nachdem er Indien durchquert hatte, reiste er weiter nach China und Japan. Von Japan ausgehend reiste er in die Vereinigten Staaten und durchquerte diese auf dem Landweg. Im November 1883 kehrte er von seiner einjährigen Weltreise mit dem Dampfer Werra I. nach Schwerin zurück.
Ein mehrseitiger Reisebericht seiner ersten Weltreise wurde unter dem Titel Tagebuchskizzen aus Süd-Asien 1883 im Jahr 1884 veröffentlicht. Außerdem wurde eine Extrabeilage der Mecklenburgischen Landesnachrichten herausgegeben.
Nach der 1895 vollzogenen Hochzeit reiste der Herzog mit seiner Frau Elisabeth erneut nach Indien. Von dort aus reiste er einige Wochen später weiter nach Deutsch-Ostafrika. Die Reise war von besonderer Bedeutung, da er zuvor die Präsidentschaft der Deutschen Kolonialgesellschaft übernommen hatte.
1903 und 1904 bereiste er mit seiner Frau die kanarischen Inseln. Dort sollte sich der schlechte Gesundheitszustand der Herzogin verbessern.
Erneute Reisen in den Jahren 1901 und 1907 führten in den Orient. Bemerkenswert war die Reise nach Konstantinopel im Jahr 1901. Ab dem 29. Juli 1901 weilte er dort als Gast am Hof des Sultans Abdülhamid II. Der Sultan bot seinem Gast aus Mecklenburg ein umfangreiches kulturelles Programm. Nach dem 12-tägigen Aufenthalt kehrte er auf den Seeweg nach Mecklenburg zurück.

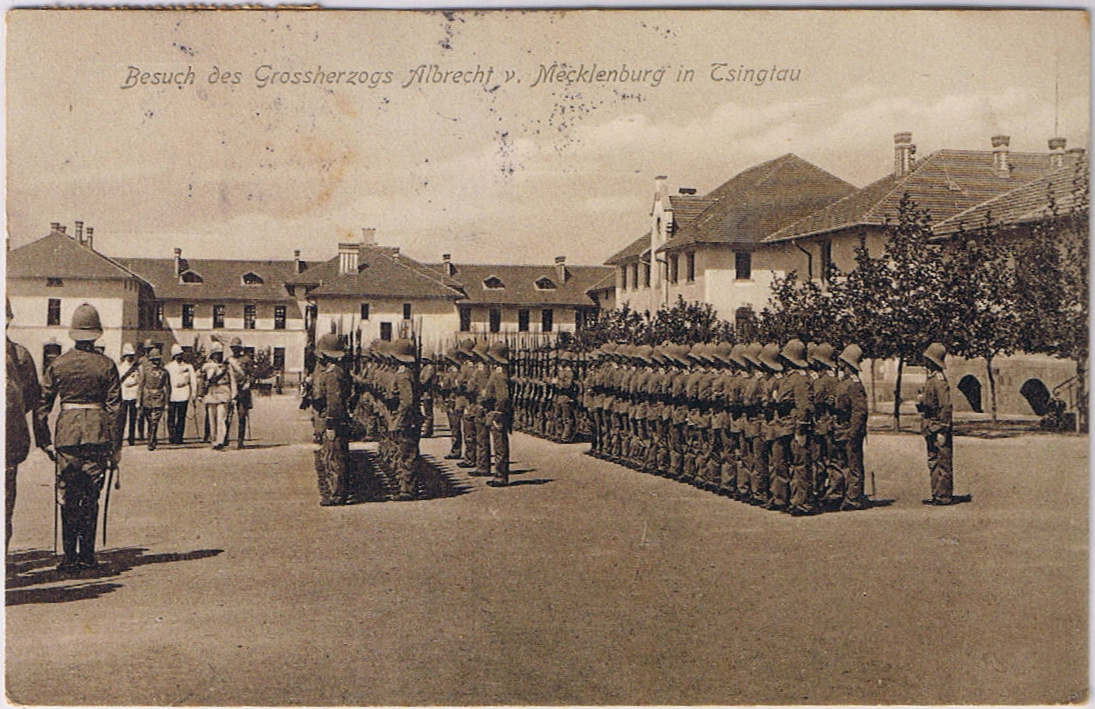
Bismark Kaserne in Tsingtau: Appell zum Besuch von Johann Albrecht v. Mecklenburg

Seine letzte große Weltreise begann der Herzog mit seiner zweiten Frau Elisabeth zu Stolberg-Roßla Ende des Jahres 1909. Sie führte nach Singapur, Siam, Niederländisch-Indien und nach Kiautschou in Ostchina. Letztes Ziel der Asienreise war Japan. Mit der Transsibirischen Eisenbahn kehrte das Paar Mitte des Jahres 1910 nach Deutschland zurück.
Auf den Reisen schloss der Herzog viele Freundschaften, so auch zum thailändischen König Chulalongkorn (1853–1910), den er erstmals 1883 in Siam traf. 1897 besuchte König Chulalongkorn anlässlich seiner ersten großen Europareise den Herzog in Schwerin, anlässlich der zweiten Europareise 1907 dann vom 11. bis 13. August in Braunschweig, wo der Herzog seit April 1907 als Regent weilte. Eine vierte und letzte Begegnung der Herren fand im Februar 1910 in Bangkok statt, wohin der König seinen Freund und dessen junge Ehefrau Elisabeth eingeladen hatte.
Nach Beginn des Ersten Weltkrieges hatten seine Reisen hauptsächlich diplomatischen und militärischen Hintergrund.
Von allen diesen Reisen brachte der Herzog Kunstschätze mit, die im Schloss Wiligrad und im Braunschweiger Schloss ihren Platz fanden. Die Sammlung des Herzogs hatte einen hohen kulturhistorischen Wert.

### Ethnographische Sammlungen
Die ethnographischen Sammlungen des Herzoges waren sehr umfangreich und teils der Öffentlichkeit im Schloss Wiligrad zugänglich gemacht. In der heutigen ethnologischen Sammlung in Göttingen finden sich zahlreiche Exponate aus seiner kolonialzeitlichen Indonesien-Sammlung. Der größte Teil der Mitbringsel der letzten Reise 1910/1911 mit seiner Gattin Elisabeth befindet sich im Städtischen Museum Braunschweig und ist im Bestandskatalog sehr gut dokumentiert.
In seiner Funktion als Präsident der Deutschen Kolonial-Gesellschaft unterstützte er die Afrika-Expeditionen (1910/11) seines Halbbruders Herzog Adolf Friedrich zu Mecklenburg, der später zum Gouverneur von Togo berufen wurde. Johann Albrecht eröffnete 1912 die Ausstellung zur zweiten Zentralafrikanischen Expedition im Museum für Völkerkunde Hamburg. Die Ausstellung umfasste über 4000 Exponate.

## Grabmal Johann Albrecht zu Mecklenburg

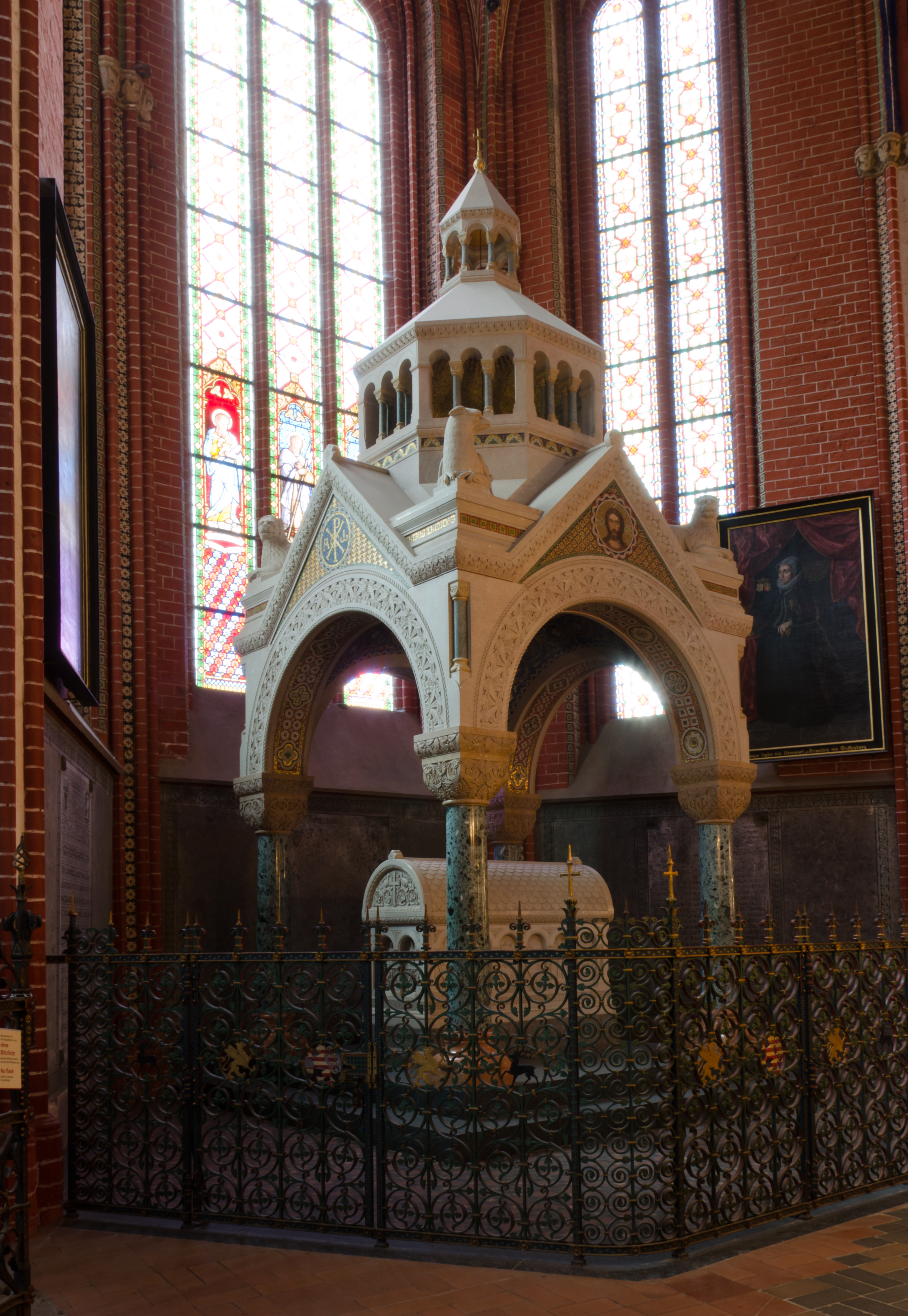
Grabmal Herzog Johann Albrecht zu Mecklenburg († 1920) und seiner ersten Frau Elisabeth Prinzessin von Sachsen-Weimar-Eisenach († 1908)

Das Grabmal im Doberaner Münster wurde von Baurat Ludwig Winter aus Braunschweig im Zeitraum 1900–1911 in enger Abstimmung mit den Wünschen des Herzogs Johann Albrecht zu Mecklenburg geplant und errichtet. Der baldachinartige Überbau und der Sarkophag wurden in Anlehnung an byzantinisch-ravennatische Kunstformen gestaltet.
Das aus Untersberger Marmor gefertigte Ziborium ruht auf schmuckvoll texturierten Verde-Antico Säulen, die mit ornamentalen und so byzantinisch stilisierten Kapitellen und Kämpferaufsätzen ausgestattet sind. Die Kapitelle und die Basen der Säulen sind aus einer rötlichen Varietät des Veroneser Marmor gefertigt. Kleine Säulenpaare, welche die bekrönenden Laternen des Oberbaues gliedern, sind aus Campan-Vert-Marmor hergestellt. Ein vergoldetes Kreuz bekrönt die kleinere der beiden oktogonalen Laternen.
Die Säulen, die den Oberbau tragen, und der Sarkophag ruhen auf einem zweistufigen Podest aus graublauem, norwegischem „Labrador“. Je nach Sichtperspektive auf die Oberfläche des Sockels erscheint dieser in einer anderen Farbe, das auch als irisierenes Farbenspiel bezeichnet wird. Insgesamt folgt der Grabmalaufbau dem byzantinischen Stil, wodurch des Herzogs Bewunderung für die Orientale Baukunst zum Ausdruck kommen soll. Der Bogenlauf der Rundbögen ist mit Flächenornament in Kombination mit floraler Ornamentik geschmückt.

### Glasmosaike und Verzierungen
Im Tympanon der Giebel und Gewölbezwickel finden sich Glasmosaike als Flächenschmuck. Für die Glasmosaike der Giebelfelder, in denen sich Christusmonogramm und Christuskopf finden, diente unter anderem ein von Ernst Koerner geschaffenes Ölgemälde als Vorlage. In den Gewölbezwickeln des Ziboriums finden sich in geometrischen Mustern gelegte Mosaike. Bemerkenswert ist der dabei entstandene farblich wirkungsvolle Kontrast zwischen dem Blau und dem Gold. Das für die Mosaike verwendete Material ist teils vergoldet. Auch das Gesims ist mit ornamentalen Mosaikbändern verziert.
Über dem Sarkophag aus Botticino ist eine mit Halbedelsteinen verzierte Weihekrone aufgehängt. Die zur Fertigung verwendeten Schmucksteine entstammten der persönlichen Sammlung von Herzog Johann Albrecht.
Die Giebeldreiecke flankierend, ruhen Greif und Braunschweiger Löwe auf dem Gebälk der Ecksäulen. Es zeigt sich hier der griechisch-antikisierende Ausdruck mit der Symbolkraft der figürlichen Darstellung, der einen stilistischen Kontrast zu den byzantinisch gestalteten Elementen bildet.

### Sarkophag
Der Sarkophag wurde aus lombardischen Botticino-Kalkstein gefertigt. Im Stil ist er vergleichbar mit den in der Krypta vorhandenen Sarkophagen der Sant’Apollinare in Classe. An den Giebeln und den Seitenflächen wird der Sarkophag von mit Wappenbildern versehenen rundbogigen Zierfeldern gegliedert, die wiederum durch Säulen flankiert werden. In den Zierfeldern finden sich die mecklenburgischen Wappentiere, das Rautenschild mit thüringischen Löwen als Wappen des sächsisch-weimarischen Hauses sowie das von Tauben flankierte Kreuz mit Christusmonogramm. Den Sockel zieren hingegen die in gotischer Uncialschrift eingearbeiteten Namen der Verstorbenen.
Die eigentliche Grabkammer befindet sich unterhalb des Sarkophags.

### Grabumfassung und Grabtür
Das Grabmal wird von schmiedeeisernen Gittern eingefasst, in denen sich die Wappen von Mecklenburg, Thüringen und Stollberg finden. Die Grabtür ist zudem mit einem Schloss versehen, das an einen in den Ruinen der Klosterkirche zu Memleben gefundenen mittelalterlichen Schlüssel angepasst wurde. Herzogin Elisabeths Vater ließ Bronzeabgüsse von diesem reich verzierten Schlüssel anfertigen und im Wartburg Museum aufbewahren. Oberschlosshauptmann der Wartburg Hans von Cranach überließ Herzog Johann Albrecht ein Exemplar. Der Schlüssel ist bei einem Einbruch in den 1920er Jahren verloren gegangen.

### Trauerfeier und Beisetzung

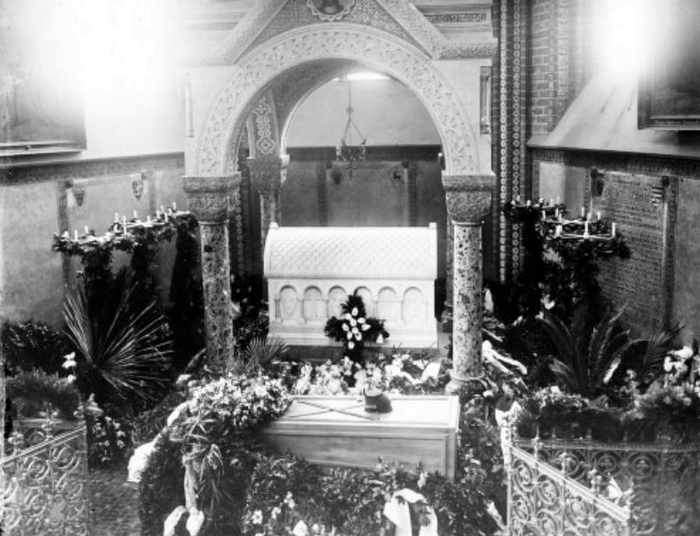
Beisetzungsfeier im Doberaner Münster

An die Spitze des Trauerzuges setzte sich der Doberaner Militär- und Kriegerverein. Die trauernden Familienangehörigen, die Verwandten und Freunde folgten dem Sarg. Unter ihnen waren der Großherzog Friedrich Franz IV., Prinz Kyrill von Bulgarien, sein Halbbruder Prinz Heinrich der Niederlande, Herzog Paul Friedrich, Fürst Christian Ernst zu Stolberg-Wernigerode und Fürst Christian von Stolberg-Roßla. Dahinter folgten ehemalige Gardehusaren, eine Abordnung der Schutztruppen und des Braunschweigischen Husaren-Regiments Nr. 17 sowie eine Abordnung der Deutschen Kolonial-Gesellschaft. Zugegen waren außerdem zahlreiche Trauergäste aus Politik und Wirtschaft, so der ehemalige Staatsminister Adolf Langfeld und der Rostocker Bürgermeister Carl Heydemann.
Am Nordportal der Doberaner Kirche hielt der Trauerzug und die acht ehemaligen Unteroffiziere des mecklenburgischen Jäger-Bataillons trugen den Sarg unter den Klängen der Orgel in die Kirche. Der damalige Superintendent Kliefoth hielt die Trauerandacht. Die Trauerfeier endete mit den Orgelklängen der Litanei von Franz Schubert.
Die Ehrenwache hielten ehemalige Jägeroffiziere und Oberjäger des 1919 aufgelösten Großherzoglich Mecklenburgischen Jäger-Bataillons Nr. 14. Am Nachmittag des Tages fanden die Beisetzungsfeierlichkeit statt, zu der Oberkirchenrat Heinrich Behm die Gedächtnisrede hielt. Mit dem Chorgesang der Singakademie Rostock endete die Beisetzungsfeier. Acht Unteroffiziere trugen den Sarg danach vom Altarbereich zur Grabkapelle, wo der Herzog neben seiner ersten Frau bestattet wurde. Es war die letzte Bestattung innerhalb des Münsters zu Doberan.

## Auszeichnungen

### Orden und Ehrenzeichen
(Quelle: Mecklenburg-Schwerinsches Staatshandbuch 1916.)
- Inhaber des Großkreuzes des Hausordens der Wendischen Krone mit der Krone in Erz und der Ordenskette
- Greifenorden, Großkreuz
- Schwarzer Adlerorden mit Kette
- Roter Adlerorden, Großkreuz
- Johanniterorden, Ehrenkommendator[49] Rechtsritter[50]
- Hausorden der Rautenkrone
- Hubertusorden
- Hausorden der Treue
- Orden der Württembergischen Krone, Großkreuz (1892)[51]
- Großherzoglich Hessischer Ludwigsorden, Großkreuz
- Oldenburgischer Haus- und Verdienstorden des Herzogs Peter Friedrich Ludwig, Ehrengroßkreuz mit Kette
- Hausorden vom Weißen Falken, Großkreuz
- Herzoglich Sachsen-Ernestinischer Hausorden, Großkreuz
- Orden Heinrichs des Löwen, Großkreuz
- Reußisches Ehrenkreuz, 1. Klasse
- Lippischer Hausorden, 1. Klasse
- Gedächtnismedaille Friedrich Franz II.
- Kriegerverein-Medaille
- Ereignismedaille Deutsch-Bulgarisches Bündnis 1915[52]

---
- Orden des Heiligen Andreas des Erstberufenen
- Königlicher Seraphinenorden
- Elefanten-Orden
- Orden vom Niederländischen Löwen, Großkreuz
- Erlöser-Orden, Großkreuz
- Orden der Krone von Rumänien, Großkreuz
- St. Alexander-Orden, Großkreuz mit Kette
- Militär-Verdienstorden (Bulgarien), Großkreuz
- Turm- und Schwertorden, Großkreuz
- Nişan-i İftihar
- Osmanje-Orden, 1. Klasse
- Chrysanthemenorden
- Orden der Aufgehenden Sonne, Großkreuz
- Chakri-Orden
- Orden der Krone von Thailand, 1. Klasse
- Nischan el Iftikhar, Großkreuz
- Sonnen- und Löwenorden, Großkreuz
- Orden des aufgehenden Sterns (Emirat Buchara), 1. Klasse
- Orden vom strahlenden Stern (Sansibar), 1. Klasse
- Niederländische Vermählungs-Erinnerungsmedaille 1901
- Königlich Rumänische Jubiläumsmedaille Karl I.
- Erinnerungsmedaille Silberhochzeit Kronprinzenpaar (Schweden)

### Ehrentitel
- 1901 verlieh ihm die Rostocker Universität die Würde eines Ehrendoktors aller vier Fakultäten.
- Am 1. Juli 1913 wurde Herzog Johann Albrecht zu Mecklenburg und Regent von Braunschweig der Titel Ehrendoktor-Ingenieur der Herzoglichen Technischen Hochschule Carolo Wilhelmina zu Braunschweig verliehen[53]

## Schriften
- Johann Albrecht zu Mecklenburg: Tagebuchskizzen aus Süd-Asien. Hofbuchdruckerei W. Sandmeyer, Schwerin 1884.
- Johann Albrecht zu Mecklenburg (Hrsg.): Deutsche Kriegsklänge. 10 Hefte, K. F. Koehler, Leipzig 1915–1918 (Heft Nr. 1–8 Digitalisat).

## Ergänzendes
Mehrere Schiffe erhielten den Namen des Herzog Regenten.

### Dampfschiff „Johann Albrecht“
1897 wurde ein Frachtdampfer zu Ehren des Kolonialpolitikers auf den Namen Johann Albrecht getauft. Das Schiff wurde im Auftrag der Neuguinea-Kompagnie auf der Werft Bremer Vulkan gebaut. Am 5. September 1897 nahm Johann Albrecht an der Feier anlässlich der Probefahrt teil. Das Schiff strandete am 13. Mai 1898 bei dem Versuch, Schiffbrüchige in den Eremiteninseln zu bergen.

### Dampfschiff „Herzog Johann Albrecht“
1898 wurde ein Stahl-Schrauben-Dampfschiff zu Ehren des Herzog Regenten Herzog Johann Albrecht genannt. Das Schiff wurde im Auftrag des Wismarer Reeders Heinrich Podeus (1863–1924) auf der Neptunwerft in Rostock gebaut. Am 17. Mai 1898 besichtigte Johann Albrecht das neue Schiff und nahm an einer Probefahrt teil. Das Schiff trug bis 1929 den Namen Herzog Johann Albrecht. Nachdem das Schiff nach Riga verkauft worden war, erhielt es den Namen Emmy.